# Ramphocelus costaricensis
A Ramphocelus costaricensis  a madarak osztályának verébalakúak (Passeriformes) rendjébe és a tangarafélék (Thraupidae) családjába tartozó faj.

## Rendszerezése
A fajt George Kruck Cherrie amerikai ornitológus írta le 1891-ben. Egyes szervezetek a pirosfarcsíkú tangara (Ramphocelus passerinii) alfajaként sorolják be Ramphocelus passerinii costaricensis néven.

## Előfordulása
Közép-Amerika nyugati részén, Costa Rica és Panama területén honos. Természetes élőhelyei a szubtrópusi és trópusi síkvidéki és hegyi esőerdők és cserjések, valamint legelők, ültetvények, szántóföldek és vidéki kertek. Állandó, nem vonuló faj.

## Megjelenése
Testhossza 16 centiméter.
|  |  |

## Természetvédelmi helyzete
Az elterjedési területe kicsi, egyedszáma viszont stabil. A Természetvédelmi Világszövetség Vörös listáján nem fenyegetett fajként szerepel.